# Đorđe Tutorić
Đorđe Tutorić (in serbo Ђорђе Туторић?; Subotica, 5 marzo 1983) è un ex calciatore serbo, di ruolo difensore.

## Carriera
Cresciuto nelle giovanili della Stella Rossa, debutta in prima squadra nella stagione 2002-2003, ma dopo due stagioni, per maturare maggiore esperienza, passa dapprima allo Jedinstvo Ub e poi al Mladost Apatin, prima di rientrare a Belgrado all'inizio della stagione 2006-2007.
Nell'estate del 2008 si trasferisce in Turchia, al Kocaelispor, dove rimane per pochi mesi prima di far ritorno a Belgrado.

## Palmarès

### Club

#### Competizioni nazionali
- Campionati di Serbia e Montenegro: 1

2003-2004
- Campionati di Serbia: 1

2006-2007
- Coppe di Serbia e Montenegro: 1

2004
- Coppe di Serbia: 1

2007

## Statistiche

### Cronologia presenze e reti in nazionale
| Cronologia completa delle presenze e delle reti in nazionale ― Serbia | Cronologia completa delle presenze e delle reti in nazionale ― Serbia | Cronologia completa delle presenze e delle reti in nazionale ― Serbia | Cronologia completa delle presenze e delle reti in nazionale ― Serbia | Cronologia completa delle presenze e delle reti in nazionale ― Serbia | Cronologia completa delle presenze e delle reti in nazionale ― Serbia | Cronologia completa delle presenze e delle reti in nazionale ― Serbia | Cronologia completa delle presenze e delle reti in nazionale ― Serbia |
| Data                                                                  | Città                                                                 | In casa                                                               | Risultato                                                             | Ospiti                                                                | Competizione                                                          | Reti                                                                  | Note                                                                  |
| --------------------------------------------------------------------- | --------------------------------------------------------------------- | --------------------------------------------------------------------- | --------------------------------------------------------------------- | --------------------------------------------------------------------- | --------------------------------------------------------------------- | --------------------------------------------------------------------- | --------------------------------------------------------------------- |
| 24-11-2007                                                            | Belgrado                                                              | Serbia                                                                | 1 – 0                                                                 | Kazakistan                                                            | Qual. Euro 2008                                                       | -                                                                     |                                                                       |
| Totale                                                                |                                                                       | Presenze                                                              | 1                                                                     |                                                                       | Reti                                                                  | 0                                                                     |                                                                       |